# Hieronymus Bosch
Hieronymus Bosch (výslovnost [bos]), vlastním jménem  Jheronimus Anthonissoen van Aken (kolem 1450 – cca 9. srpna 1516), byl přední nizozemský malíř 15. a 16. století. Tvořil v rané nizozemské renesanci. Většina jeho prací znázorňuje hříchy a morální úpadek lidstva. Bosch na svých obrazech zobrazoval člověka z vnitřní stránky racionálně pojaté jako démony, části lidského těla, zvířat a strojů. Jeho díla jsou komplexně pojatá, originální, vyznačují se vysokou mírou fantazie a hluboce promyšlenou symbolikou postav a ikonografie. Některá z nich byla v tehdejší době dokonce označována za kacířská.
V polovině 20. století přišel německý historik Wilhelm Fraenger s teorií, že Bosch patřil mezi členy heretické skupiny Bratři volného ducha, rozšířené v Evropě od 14. století. Moderní dějepis umění však tuto tezi nepřijal. Boschovo dílo je mimo jiné také považováno za jeden z hlavních inspiračních zdrojů pro surrealismus ve 20. století.

## Život
Hieronymus Bosch se narodil jako Jheronimus (nebo Jeroen) van Aken, což vypovídá o tom, že jeho rodina pocházela z německých Cách (nizozemsky Aken). Velký počet svých obrazů ovšem podepisoval jako Jheronimus Bosch, tedy jménem, které odvozoval od místa svého narození ’s-Hertogenbosch (také nazýváno Den Bosch).

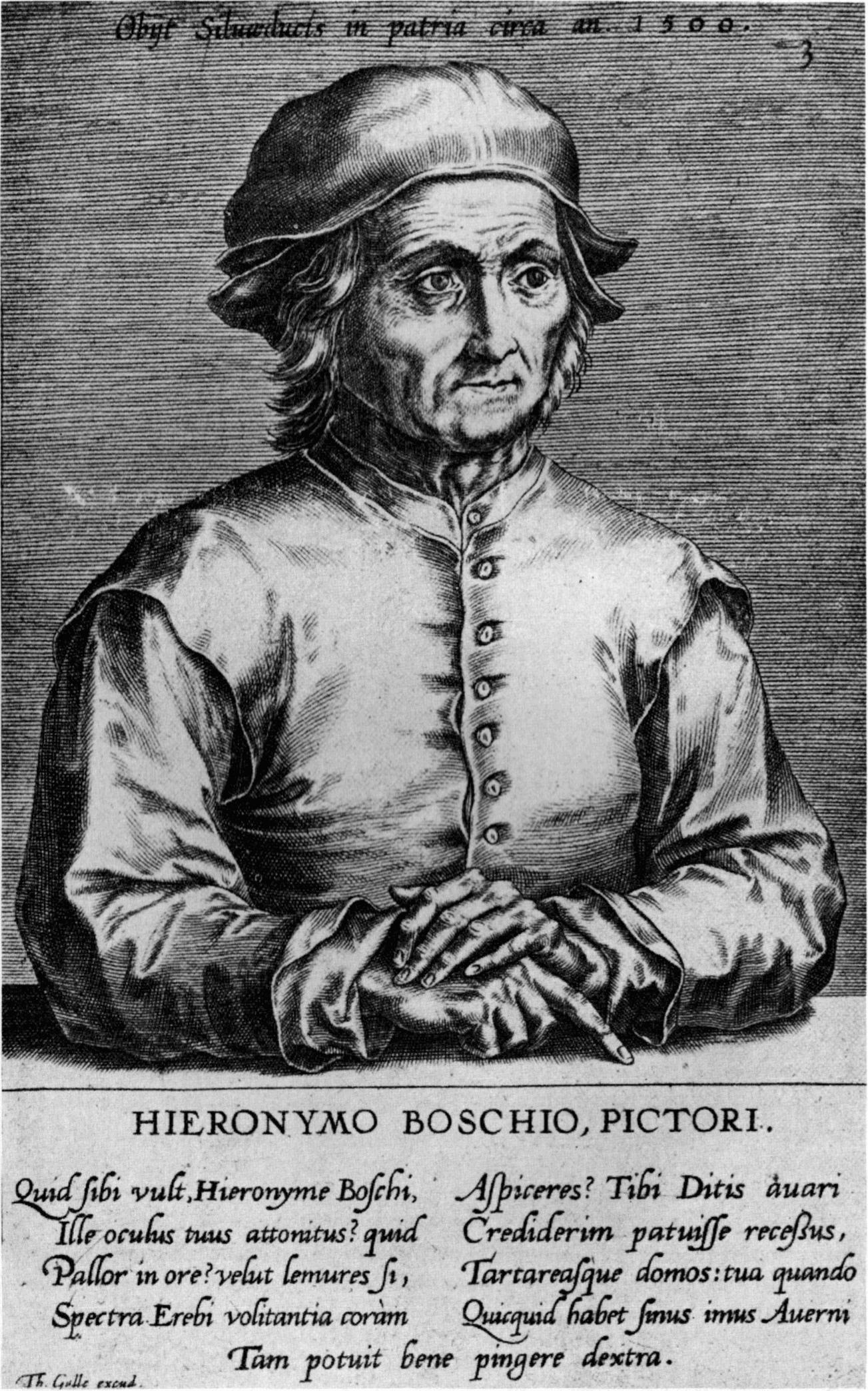
Portrét otištěný v Lampsoniově sbírce vydané v roce 1574.

O Boschově životě a vzdělání je známo velmi málo. Jediné písemné doklady se nacházejí v městském archivu v městě ’s-Hertogenbosch, zejména v účetních knihách Bratrstva Notre-Dame, jehož byl členem. Žádné informace proto neexistují ani o charakteru jeho osobnosti. Datum jeho narození nelze určit. Existuje kresba tužkou a hlinkou, která je považována za jeho autoportrét. Nejedná se však o originál, nýbrž o kopii. Pokud originál kresby vznikl těsně před Boschovou smrtí roku 1516, narodil se malíř kolem roku 1450. Portrét totiž ukazuje umělce v pokročilém věku, pravděpodobně v pozdních šedesáti letech.

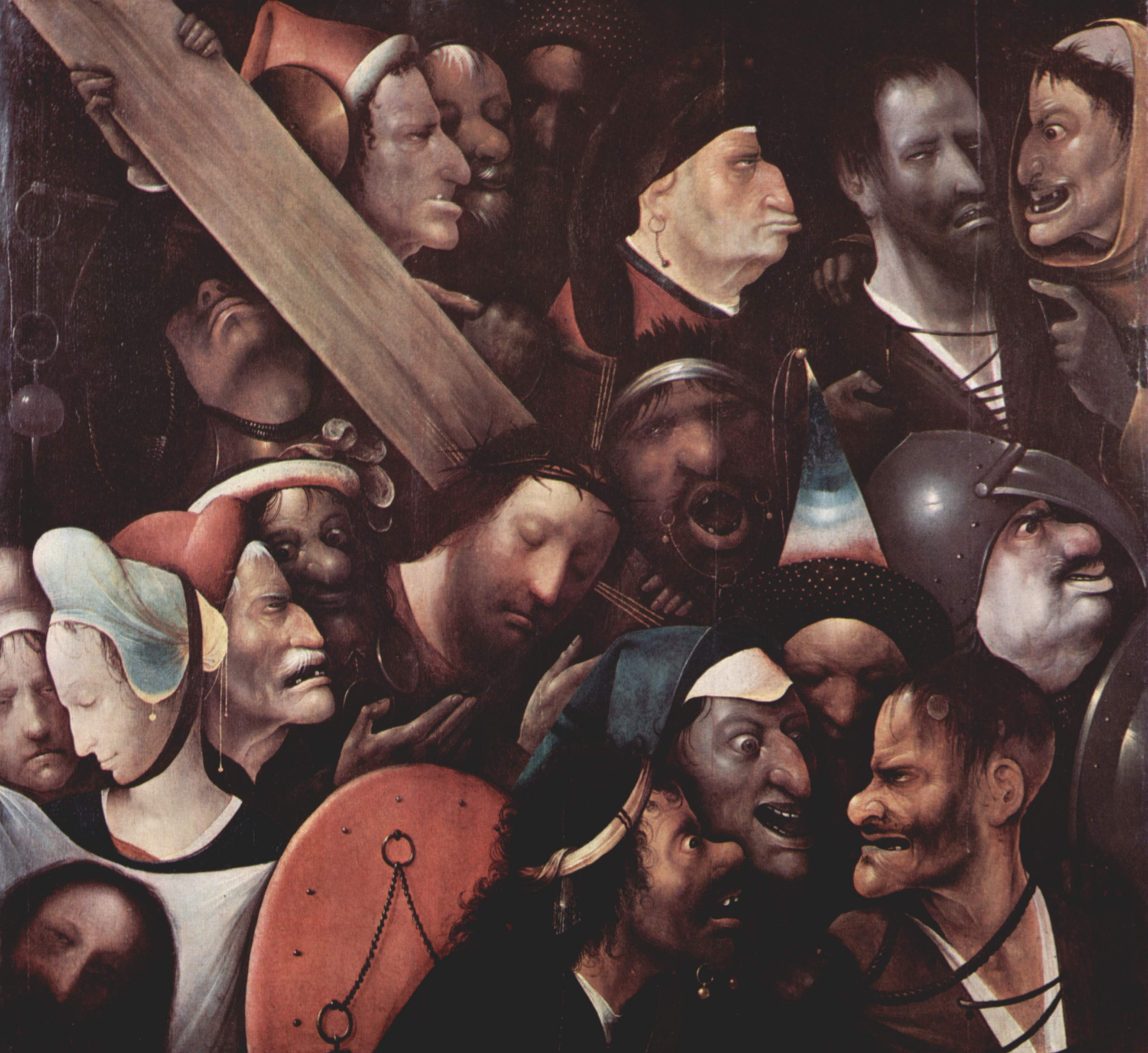
Nesení kříže ze sklonku umělcova života

Bosch se narodil a celý svůj život strávil poblíž ’s-Hertogenbosche, hlavního města nizozemské provincie Brabantsko. Jeho dědeček Jan van Aken (zemřel roku 1454) byl malíř (první záznam o něm pochází z roku 1430). Víme, že měl pět synů, z nichž nejméně čtyři se stali také malíři. Je tak velice pravděpodobné, že Boschův otec nebo některý z jeho strýců ho vyučil malbě, ačkoliv jejich práce se nezachovaly. Boschův otec, Anthonius van Aken (zemřel kolem roku 1478), byl pravděpodobně uměleckým poradcem Bratrstva Notre-Dame. Hieronymus Bosch se poprvé objevuje v městských záznamech roku 1474, kde je jmenován vedle svých dvou bratrů a sestry. Jeden z bratrů jménem Goossen byl také malířem.
V 15. století byl ’s-Hertogenbosch prosperujícím centrem Brabantska (na jihu dnešního Nizozemska). V roce 1463 ovšem bylo v městě ohromným požárem zničeno přibližně 4000 domů, čehož byl (pravděpodobně) tehdy třináctiletý Bosch svědkem. Slavným malířem se stal již během svého života a často přijímal také návštěvy ze zahraničí.
15. června mezi lety 1480–1481 si Bosch vzal za manželku Aleyt Goyaerts van den Meerven (narozena v roce 1453). Dvojice se přestěhovala do nedalekého městečka Oirschot, kde jeho žena zdědila dům a pozemky po své zámožné rodině. Poprvé se Boschovo jméno objevuje v registrech členů Bratrstva Matky Boží v roce 1486 nebo 1487. Je ale možné, že do něho byl přijat už dříve. Bratrstvo, založené v ’s-Hertogenboschi před rokem 1318, bylo rozšířené po celém severním Nizozemí. Jeho členy byli muži i ženy, řádoví kněží i světské osoby. V jednotlivých městech měla bratrstva svůj vlastní majetek a hrála důležitou úlohu v náboženském a kulturním životě komunity. Příslušníci rodiny van Akenů byli většinou členy bratrstva a vykonávali pro ně umělecké zakázky. V roce 1488 předsedal Bosch výročnímu, tzv. labutímu banketu. Roku 1504 uspořádal pro členy bratrstva výroční hostinu. V témže roce si u něj burgundský vévoda Filip Sličný objednal obraz Posledního soudu, na němž mělo být vyobrazeno peklo i ráj.
V písemnostech bratrstva se Bosch objevuje poprvé v roce 1480 nebo 1481, kdy ještě nebyl jeho členem. Časem dostával od bratrstva různé zakázky, jako např. roku 1493 návrh vitráže do nové kaple v katedrále sv. Jana, o kterou bratrstvo pečovalo. Roku 1511 navrhoval kříž, o rok později svícen. Vzhledem k mizivým odměnám, které za tyto práce obdržel, je zřejmé, že šlo o jeho dary bratrstvu.
V zápisech Bratrstva Notre-Dame je zaznamenáno Boschovo úmrtí v roce 1516. Zádušní mše se uskutečnila v katedrále svatého Jana v ’s-Hertogenboschi 9. srpna toho roku. V podlaze se dochovala jeho náhrobní deska.

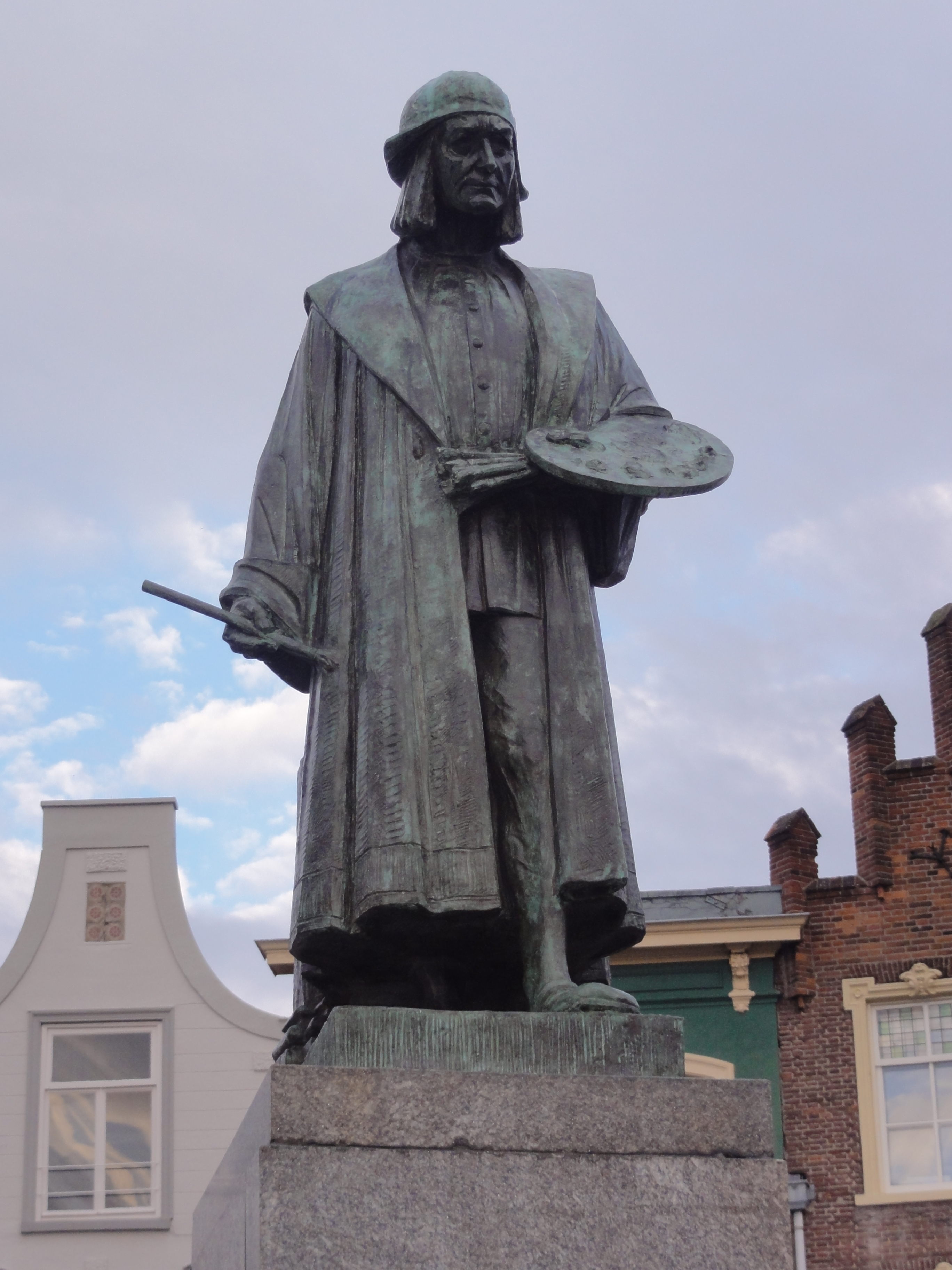
Socha Hieronyma Bosche (od Augusta Falise), 's-Hertogenbosch

## Dílo

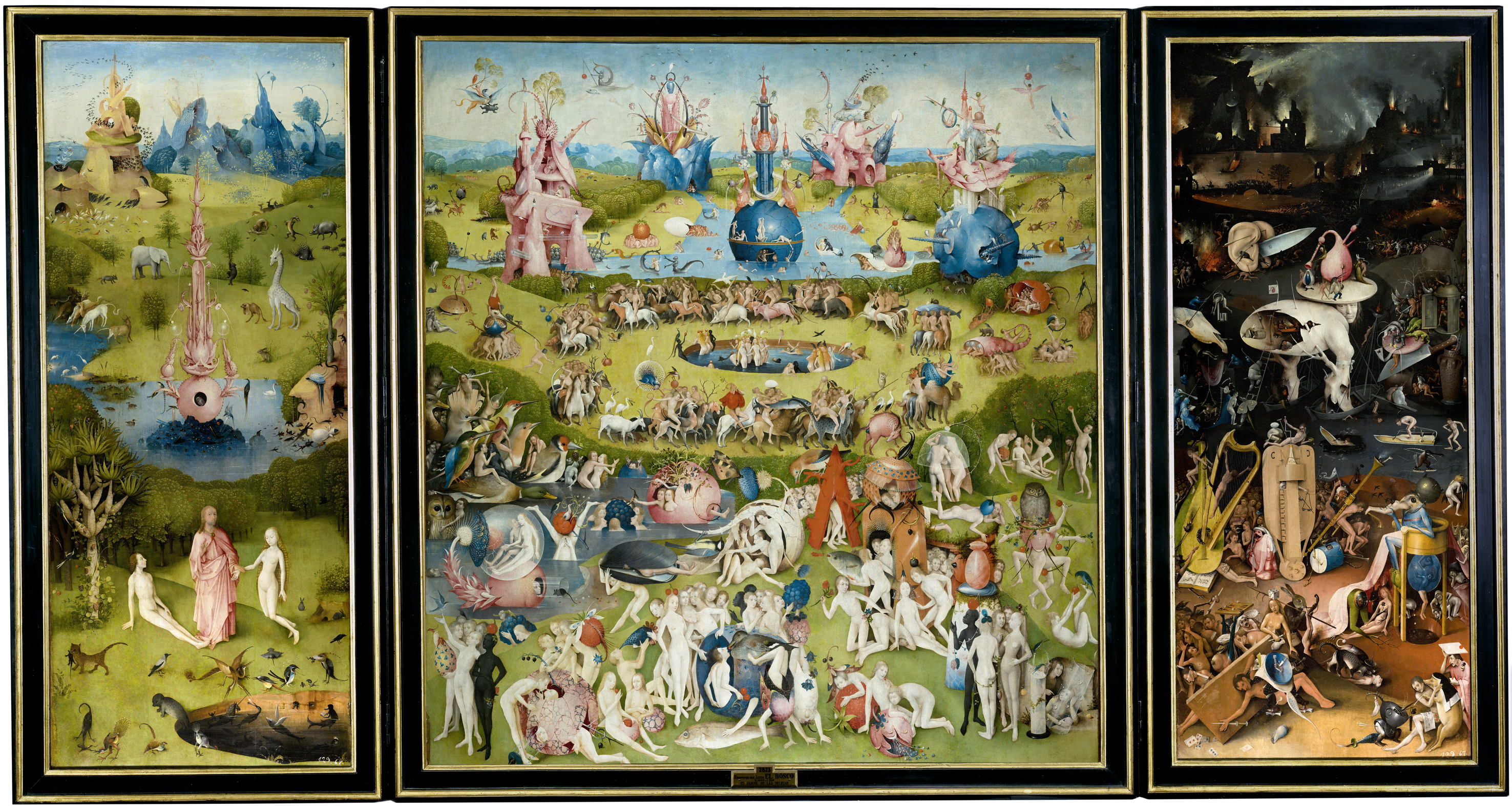
Zahrada pozemských rozkoší je jeden z nejznámějších triptychů vytvořených Hieronymem Boschem.

Bosch se svým dílem řadí k rané tvorbě nizozemské renesance a jako takový je ovlivněn tvorbou iluminace. Někdy je řazen k pokračovatelům doznívající gotiky, respektive středověké knižní malby – jak patrno z detailů maleb, jež někdy miniatury připomínají. Dílo se vyznačuje narativností a moralizujícími tématy, které zobrazují zápas dobra se zlem. K tomuto účelu Bosch vyobrazuje s velkou fantazií zvířata, části lidských těl, stroje a démony. Jeho díla jsou komplexně pojatá, originální, vyznačují se vysokou mírou fantazie a hluboce promyšlenou symbolikou postav a ikonografie.

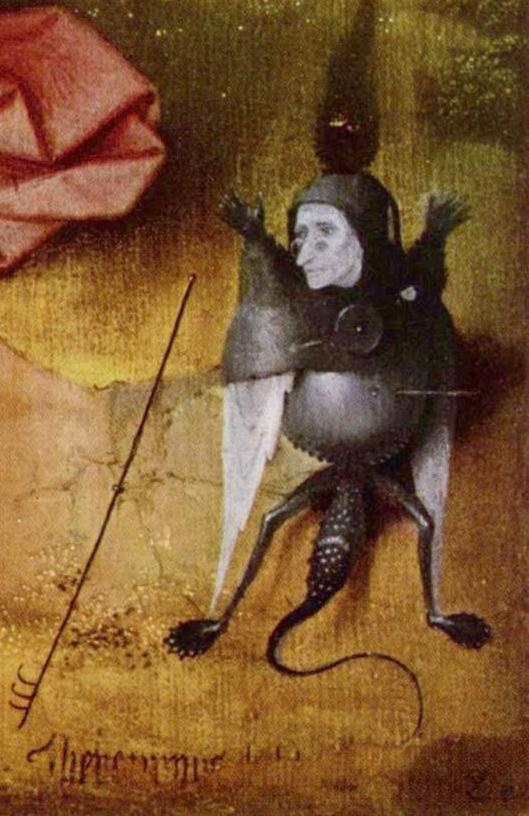
Detail obrazu Jan Evangelista na Patmosu s patrným podpisem

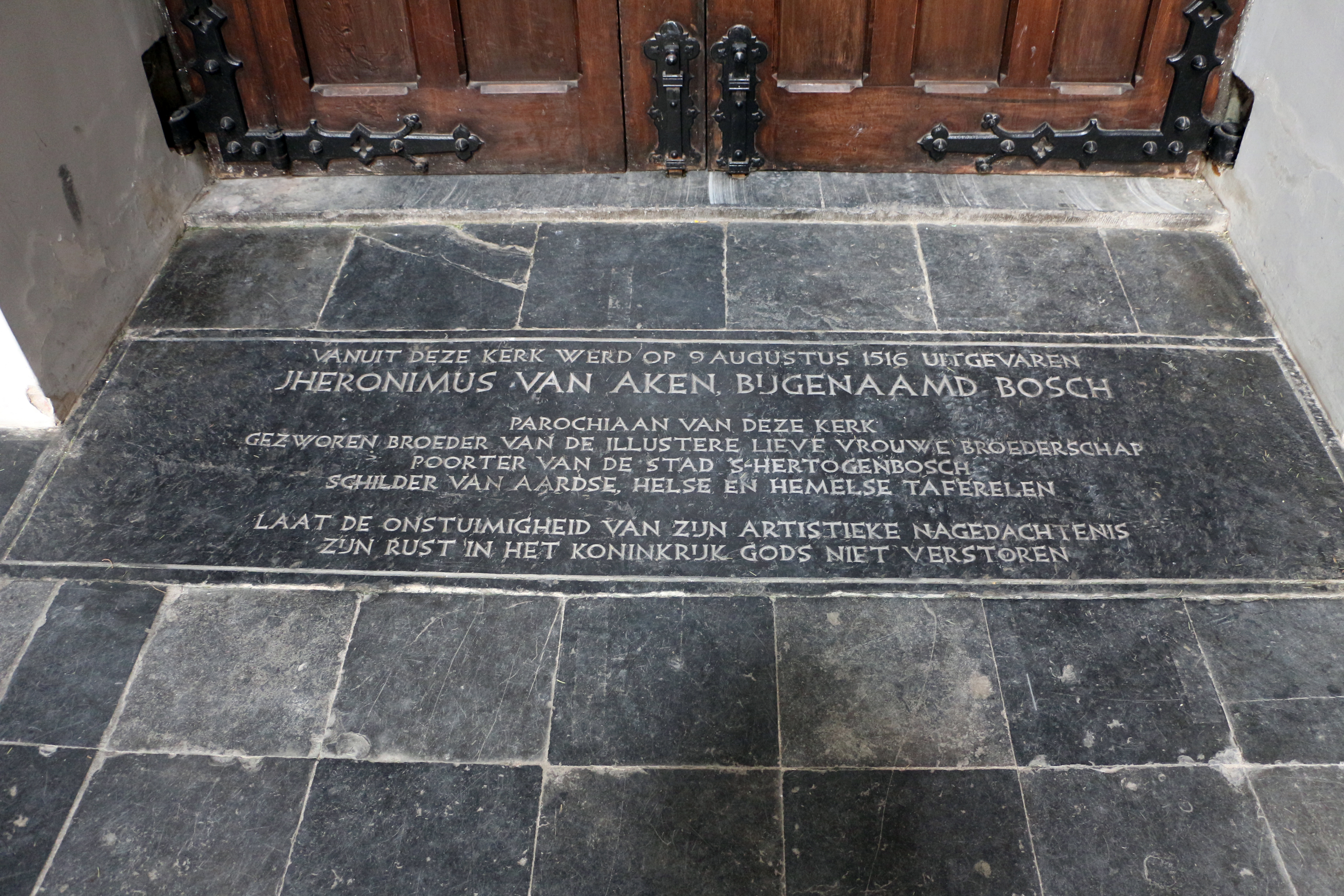
Boschův náhrobek v katedrále sv. Jana v 'S-hertogenboschi

Bosch vytvořil několik triptychů. Mezi jeho nejznámější díla patří Zahrada pozemských rozkoší, tato malba zobrazuje ráj s Adamem a Evou a mnoho podivuhodných zvířat v levé části, pozemské rozkoše s řadou nahých postav, s ovocem a děsivými ptáky ve střední části a fantazijní zobrazení hudebního pekla trestajícího hříchy na pravém panelu triptychu. Při zavření postranních křídel může pozorovatel vidět Boha tvořícího zemi.
Po malířově smrti se stal jeho obdivovatelem Filip II. Španělský, který během okupace Nizozemí dal uloupit řadu děl, která jsou dosud v Pradu. Mezi nimi nechybí ani Zahrada pozemských rozkoší.

### Interpretace
V předchozích stoletích se často věřilo, že Boschova díla byla inspirována středověkou herezí a tajemnými okultními praktikami. Jiní soudí, že jeho práce byla vytvořena jenom jako provokace a zábava, podobně jako groteska v italské renesanci. V prvních známých záznamech Boschových děl z roku 1560, Felipe de Guevara napsal, že Bosch byl pokládán skoro za „vynálezce nestvůr a přízraků“. Zatímco díla starých mistrů byla založena v duševním světě každodenního života, Bosch s nimi konfrontoval svůj pohled.
Ve 20. století badatelé začali vidět Boschovy vize jako méně fantastické a akceptovali, že jeho díla reflektují ortodoxní víru tehdejší doby. Jeho zobrazení hříšného lidstva odráží pojetí nebe a pekla z tehdejší výkladové literatury a kázání. Důležitou roli v interpretaci díla sehráli na počátku 20. století také surrealisté, především potom Joan Miró, Max Ernst a Salvador Dalí. Ti v Boschovi také nalezli velmi důležité východisko pro své dílo.

### Diskuse o autorství
Přesný počet autorských děl je předmětem mnoha debat. Bosch podepsal pouze sedm svých děl a není jisté, že všechna díla jemu někdy připisovaná byla vytvořena jeho rukou. Je známo, že na počátku 16. století vznikla řada kopií a variací na jeho díla. Svou tvorbou ovlivnil bezpočet svých následovníků.
Po léta mu badatelé připisovali další a další díla, o kterých si mysleli, že je vytvořil, s definitivní jistotou to však lze říci pouze o 25 dílech.

### Nejznámější obrazy
- Zahrada pozemských rozkoší
- Loď bláznů
- Fůra sena
- Pokušení svatého Antonína
- Klanění tří králů
- Sedm smrtelných hříchů
- Nesení kříže

## Díla
- Seznam maleb Hieronyma Bosche
- Kresby Hieronyma Bosche

## Rodokmen
|                               |                               |                               |                               | Thomas van Aken cca 1355–1404/1411 |                               |  |  |                                |                                |                                |                                |                                |                                |                            |                            |                                     |                                     |                                     |                                     |                                     |                                     |                                 |                                 |                                               |                                               |                                               |                                               |                                               |                                               |
|                               |                               |                               |                               |                                    |                               |  |  |                                |                                |                                |                                |                                |                                |                            |                            |                                     |                                     |                                     |                                     |                                     |                                     |                                 |                                 |                                               |                                               |                                               |                                               |                                               |                                               |
|                               |                               |                               |                               |                                    |                               |  |  |                                |                                |                                |                                |                                |                                |                            |                            |                                     |                                     |                                     |                                     |                                     |                                     |                                 |                                 |                                               |                                               |                                               |                                               |                                               |                                               |
|                               |                               |                               |                               |                                    |                               |  |  |                                |                                |                                |                                |                                |                                |                            |                            |                                     |                                     |                                     |                                     |                                     |                                     |                                 |                                 |                                               |                                               |                                               |                                               |                                               |                                               |
| Thomas van Aken † okolo 1411  | Thomas van Aken † okolo 1411  | Thomas van Aken † okolo 1411  | Thomas van Aken † okolo 1411  | Thomas van Aken † okolo 1411       | Thomas van Aken † okolo 1411  |  |  | Jan van Aken cca 1380–1454     | Jan van Aken cca 1380–1454     | Jan van Aken cca 1380–1454     | Jan van Aken cca 1380–1454     | Jan van Aken cca 1380–1454     | Jan van Aken cca 1380–1454     |                            |                            |                                     |                                     |                                     |                                     |                                     |                                     |                                 |                                 |                                               |                                               |                                               |                                               |                                               |                                               |
| Thomas van Aken † okolo 1411  | Thomas van Aken † okolo 1411  | Thomas van Aken † okolo 1411  | Thomas van Aken † okolo 1411  | Thomas van Aken † okolo 1411       | Thomas van Aken † okolo 1411  |  |  | Jan van Aken cca 1380–1454     | Jan van Aken cca 1380–1454     | Jan van Aken cca 1380–1454     | Jan van Aken cca 1380–1454     | Jan van Aken cca 1380–1454     | Jan van Aken cca 1380–1454     |                            |                            |                                     |                                     |                                     |                                     |                                     |                                     |                                 |                                 |                                               |                                               |                                               |                                               |                                               |                                               |
|                               |                               |                               |                               |                                    |                               |  |  |                                |                                |                                |                                |                                |                                |                            |                            |                                     |                                     |                                     |                                     |                                     |                                     |                                 |                                 |                                               |                                               |                                               |                                               |                                               |                                               |
|                               |                               |                               |                               |                                    |                               |  |  |                                |                                |                                |                                |                                |                                |                            |                            |                                     |                                     |                                     |                                     |                                     |                                     |                                 |                                 |                                               |                                               |                                               |                                               |                                               |                                               |
| Thomas van Aken cca 1407–1462 | Thomas van Aken cca 1407–1462 | Thomas van Aken cca 1407–1462 | Thomas van Aken cca 1407–1462 | Thomas van Aken cca 1407–1462      | Thomas van Aken cca 1407–1462 |  |  | Jan van Aken cca 1413–1471 (?) | Jan van Aken cca 1413–1471 (?) | Jan van Aken cca 1413–1471 (?) | Jan van Aken cca 1413–1471 (?) | Jan van Aken cca 1413–1471 (?) | Jan van Aken cca 1413–1471 (?) |                            |                            | Goessen van Aken cca 1418–1467      | Goessen van Aken cca 1418–1467      | Goessen van Aken cca 1418–1467      | Goessen van Aken cca 1418–1467      | Goessen van Aken cca 1418–1467      | Goessen van Aken cca 1418–1467      |                                 |                                 | Anthonis van Aken cca 1420–1478               | Anthonis van Aken cca 1420–1478               | Anthonis van Aken cca 1420–1478               | Anthonis van Aken cca 1420–1478               | Anthonis van Aken cca 1420–1478               | Anthonis van Aken cca 1420–1478               |
| Thomas van Aken cca 1407–1462 | Thomas van Aken cca 1407–1462 | Thomas van Aken cca 1407–1462 | Thomas van Aken cca 1407–1462 | Thomas van Aken cca 1407–1462      | Thomas van Aken cca 1407–1462 |  |  | Jan van Aken cca 1413–1471 (?) | Jan van Aken cca 1413–1471 (?) | Jan van Aken cca 1413–1471 (?) | Jan van Aken cca 1413–1471 (?) | Jan van Aken cca 1413–1471 (?) | Jan van Aken cca 1413–1471 (?) |                            |                            | Goessen van Aken cca 1418–1467      | Goessen van Aken cca 1418–1467      | Goessen van Aken cca 1418–1467      | Goessen van Aken cca 1418–1467      | Goessen van Aken cca 1418–1467      | Goessen van Aken cca 1418–1467      |                                 |                                 | Anthonis van Aken cca 1420–1478               | Anthonis van Aken cca 1420–1478               | Anthonis van Aken cca 1420–1478               | Anthonis van Aken cca 1420–1478               | Anthonis van Aken cca 1420–1478               | Anthonis van Aken cca 1420–1478               |
|                               |                               |                               |                               |                                    |                               |  |  |                                |                                |                                |                                |                                |                                |                            |                            |                                     |                                     |                                     |                                     |                                     |                                     |                                 |                                 |                                               |                                               |                                               |                                               |                                               |                                               |
|                               |                               |                               |                               |                                    |                               |  |  |                                |                                |                                |                                |                                |                                |                            |                            |                                     |                                     |                                     |                                     |                                     |                                     |                                 |                                 |                                               |                                               |                                               |                                               |                                               |                                               |
|                               |                               |                               |                               |                                    |                               |  |  |                                |                                |                                |                                |                                |                                |                            |                            | Goessen van Aken cca 1440 – ca 1497 | Goessen van Aken cca 1440 – ca 1497 | Goessen van Aken cca 1440 – ca 1497 | Goessen van Aken cca 1440 – ca 1497 | Goessen van Aken cca 1440 – ca 1497 | Goessen van Aken cca 1440 – ca 1497 |                                 |                                 | Jheronimus van Aken alias Bosch cca 1450–1516 | Jheronimus van Aken alias Bosch cca 1450–1516 | Jheronimus van Aken alias Bosch cca 1450–1516 | Jheronimus van Aken alias Bosch cca 1450–1516 | Jheronimus van Aken alias Bosch cca 1450–1516 | Jheronimus van Aken alias Bosch cca 1450–1516 |
|                               |                               |                               |                               |                                    |                               |  |  |                                |                                |                                |                                |                                |                                |                            |                            | Goessen van Aken cca 1440 – ca 1497 | Goessen van Aken cca 1440 – ca 1497 | Goessen van Aken cca 1440 – ca 1497 | Goessen van Aken cca 1440 – ca 1497 | Goessen van Aken cca 1440 – ca 1497 | Goessen van Aken cca 1440 – ca 1497 |                                 |                                 | Jheronimus van Aken alias Bosch cca 1450–1516 | Jheronimus van Aken alias Bosch cca 1450–1516 | Jheronimus van Aken alias Bosch cca 1450–1516 | Jheronimus van Aken alias Bosch cca 1450–1516 | Jheronimus van Aken alias Bosch cca 1450–1516 | Jheronimus van Aken alias Bosch cca 1450–1516 |
|                               |                               |                               |                               |                                    |                               |  |  |                                |                                |                                |                                |                                |                                |                            |                            |                                     |                                     |                                     |                                     |                                     |                                     |                                 |                                 |                                               |                                               |                                               |                                               |                                               |                                               |
|                               |                               |                               |                               |                                    |                               |  |  |                                |                                |                                |                                |                                |                                |                            |                            |                                     |                                     |                                     |                                     |                                     |                                     |                                 |                                 |                                               |                                               |                                               |                                               |                                               |                                               |
|                               |                               |                               |                               |                                    |                               |  |  |                                |                                |                                |                                | Jan van Aken cca 1470–1537     | Jan van Aken cca 1470–1537     | Jan van Aken cca 1470–1537 | Jan van Aken cca 1470–1537 | Jan van Aken cca 1470–1537          | Jan van Aken cca 1470–1537          |                                     |                                     | Anthonis van Aken cca 1478–1516     | Anthonis van Aken cca 1478–1516     | Anthonis van Aken cca 1478–1516 | Anthonis van Aken cca 1478–1516 | Anthonis van Aken cca 1478–1516               | Anthonis van Aken cca 1478–1516               |                                               |                                               |                                               |                                               |
|                               |                               |                               |                               |                                    |                               |  |  |                                |                                |                                |                                | Jan van Aken cca 1470–1537     | Jan van Aken cca 1470–1537     | Jan van Aken cca 1470–1537 | Jan van Aken cca 1470–1537 | Jan van Aken cca 1470–1537          | Jan van Aken cca 1470–1537          |                                     |                                     | Anthonis van Aken cca 1478–1516     | Anthonis van Aken cca 1478–1516     | Anthonis van Aken cca 1478–1516 | Anthonis van Aken cca 1478–1516 | Anthonis van Aken cca 1478–1516               | Anthonis van Aken cca 1478–1516               |                                               |                                               |                                               |                                               |

## Odraz v kultuře
- Jaromír Nohavica zmiňuje v písni Darmoděj flétnu od Hieronyma Bosche.
- Hudební skupina Bratři Orffové zmiňuje v písni Sbor pomsty duchů děsivé výjevy Hieronyma Bosche.
- Písničkář Vladimír Merta složil písničku Pomeranče Hieronyma Bosche.
- Rocková skupina Progres 2 nahrála na svém albu Dialog s vesmírem skladbu Planeta Hieronyma Bosche I a II.
- Gothic-rocková skupina XIII. století zmiňuje jméno Hieronymus Bosch v písni Fatherland.
- Skupina Chernobyl Generation má píseň Noc Hieronyma Bosche.
- Nizozemský spisovatel Theun de Vries použil Hieronyma Bosche jako předobraz pro hlavního hrdinu svého románu Skřeti z podsvětí.
- Česká televize natočila seriál Labyrint, kde se odehrávají rituální vraždy podle jednoho z Boschových obrazů.